# Bücker Bü 133 Jungmeister
Bücker Bü 133 Jungmeister är ett tyskt skolflygplan (biplan) från andra världskriget.
Planets design är baserad på föregångaren Bü 131 Jungmanns design, den huvudsakliga skillnaden ligger i att 133:an var ensitsig och därför något mindre. Luftwaffe testade planet och beställde flera plan som skulle användas för avancerad träning. Planet tillverkades även på licens av Dornier i Schweiz och CASA i Spanien.

## Varianter
- Bü 133A, första produktionsversionen, utrustad med en Hirth HM 6-motor på 101 kW (135 hk)
- Bü 133B, beteckning på plan byggda på licens.
- Bü 133C, variant utrustad med en kraftfullare motor från Siemens